# Ricardo Lorenzetti
Ricardo Luis Lorenzetti (Rafaela, provincia de Santa Fe, 19 de septiembre de 1955) es un abogado y juez argentino que se desempeña como ministro de la Corte Suprema de Justicia de Argentina desde diciembre de 2004, cubriendo la vacante causada por la renuncia del juez Adolfo Vázquez, designado por el presidente Néstor Kirchner y confirmado en el Senado. En noviembre de 2006 fue electo presidente del máximo tribunal, ejerciendo hasta septiembre de 2018.
Es egresado de la Universidad Nacional del Litoral.
Fue presidente de la Comisión para la elaboración del proyecto de ley de reforma, actualización y unificación del Código Civil y Comercial de la Nación Argentina, Decreto presidencial 191/2011, 23 de febrero de 2011.
El anteproyecto de Código Civil y Comercial que esa Comisión redactó, fue objeto de numerosas modificaciones, primero en el Ministerio de Justicia y Derechos Humanos, que transformó el anteproyecto en proyecto definitivo, que fuera elevado al Congreso Nacional y, luego, en el Senado, que eliminó de esa primera elaboración polémicas normas proyectadas, como los daños punitivos, que obraban en el proyectado art. 1714. 
El Código Civil y Comercial fue sancionado por Ley 26994, y entró a regir el 1 de agosto de 2015. El entusiasmo inicial, a siete años de vigencia, ha dado paso a un creciente cuestionamiento de diversas normas de ese ordenamiento. El propio presidente Javier Milei criticó el Código durante su discurso de apertura de sesiones el 1 de marzo de 2025, frente al propio Lorenzetti que asistió al acto.
Desde inicios de 2020, Lorenzetti es miembro del Consejo Institucional de Directores del Instituto Interamericano de Justicia y Sostenibilidad (IIJS), una organización con sede en la ciudad de Washington D. C., Estados Unidos.
El 3 de marzo de 2023, en Ushuaia, presentó su proyecto “El nuevo enemigo: el colapso ambiental” y afirmó que se está en un fin de ciclo que tiene que ver no solo con la naturaleza, sino también con la gobernabilidad política y la económica. También, en ese día y lugar, presentó un desarrollo de Inteligencia Artificial enfocado en el activismo ambiental llamado "Terra", con el fin de advertir y concientizar sobre la necesidad de luchar contra las pandemias, incendios, extinción de especies vivas, falta de agua potable etc., como así también reclamar a los poderes políticos que protejan el ambiente, sumado a la necesidad de alcanzar la igualdad de género, el respeto por la diversidad biológica y cultural.

## Títulos universitarios
Se recibió de abogado en la Facultad de Ciencias Jurídicas y Sociales de la Universidad Nacional del Litoral de Santa Fe. Ingresó a aquella institución en 1974, y su título fue expedido en julio de 1978.
Es doctor en Ciencias Jurídicas y Sociales, cuyo título fue expedido por la Facultad de Ciencias Jurídicas y Sociales de la Universidad Nacional del Litoral. El jurado de la tesis se encontraba integrado por María Josefa Méndez Costa, Anteo Ramella, Maurino Elida y su apadrinazgo fue a cargo de Jorge Mosset Iturraspe. El título le fue otorgado el 22 de diciembre de 1983, y el título de su tesis fue Responsabilidad Civil del médico, publicada en 1986 por Rubinzal y Culzoni.

## Antecedentes académicos, premios y distinciones
- Integrante de la Comisión Medioambiental de la Cumbre Judicial Iberoamericana.
- Presidente de la Comisión para la elaboración del Proyecto de ley de reforma, actualización y unificación de los Códigos Civil y Comercial de la Nación Argentina.
- Miembro de la Academia Nacional de Derecho y Ciencias Sociales de Córdoba.

- Miembro de la Academia de Derecho del Perú.

- Copresidente del Consejo Asesor Internacional para la Promoción de la Justicia, la Gobernanza y la Ley para la Sostenibilidad Ambiental (International Advisory Council for the Advancement of Justice, Governance and Law for Environmental Sustainability), Programa de Naciones Unidas para el Medio Ambiente (PNUMA) de la ONU, 7 de diciembre de 2012.[cita requerida]

- Miembro del Comité de Dirección de la UICN, Unión Internacional para la Conservación de la Naturaleza, septiembre de 2012.

- Gran Oficial, Orden de la Estrella de la Solidaridad Italiana, Gobierno de Italia, noviembre de 2009.[11][12]

- Premio B’nai B’rith Derechos Humanos 2010, otorgado por B'nai B'rith Argentina, Buenos Aires,  23 de noviembre de 2010.[13]

- Miembro de la Academia Internacional de Derecho Comparado, París, Francia.

- Profesor Titular de la Cátedra "Contratos Civiles y Comerciales", Universidad de Buenos Aires.
- Doctor honoris causa, Universidad Nacional de Cuyo, Mendoza, 21 de agosto de 2015.
- Visitante Ilustre, Facultad de Ciencias Jurídicas y Sociales, Universidad Nacional de la Plata, 8 de junio de 2015.
- Socio Honorario Asociación de Mujeres Jueces de la Argentina, por la contribución para la promoción de los Derechos Humanos, 7 de noviembre de 2014.
- Doctor honoris causa, Universidad Nacional de La Matanza, Buenos Aires, 18 de noviembre de 2014.

- Doctor honoris causa, Universidad Católica de Salta, 12 de septiembre de 2014.[14]

- Doctor honoris causa, Universidad de Morón, 10 de septiembre de 2014.[15]

- Doctor honoris causa, Universidad Siglo 21, 14 de agosto de 2014.[16]

- Doctor honoris causa, Universidad Federal de Río Grande del Sur, 12 de mayo de 2014.[17][18]

- Doctor honoris causa, Universidad de Mendoza, 12 de agosto de 2013.[19]
- Doctor honoris causa de la Universidad Federal de Porto Alegre, 12 de mayo de 2014.

- Doctor honoris causa, Universidad Nacional del Sur, Bahía Blanca, 30 de agosto de 2012.[20]

- Doctor honoris causa, Universidad Nacional de Córdoba, Córdoba, 18 de mayo de 2012.[21]

- Doctor honoris causa, Universidad Nacional de Jujuy, San Salvador de Jujuy, Jujuy, 24 de junio de 2010.[22]

- Doctor honoris causa, Universidad Nacional de Tucumán, San Miguel de Tucumán, Tucumán, 8 de octubre de 2008.[23]

- Doctor honoris causa, Universidad Nacional del Nordeste, Resistencia, Chaco, 15 de agosto de 2007.

- Doctor honoris causa, Universidad Nacional del Litoral, Santa Fe, 6 de noviembre de 2006.

- Doctor honoris causa, Universidad de Lima, 25 de noviembre de 2010.

- Doctor honoris causa, Universidad Inca Garcilaso de la Vega, de Lima, 8 de septiembre de 2010.

- Doctor honoris causa, Universidad Nacional de Cajamarca, 25 de agosto de 2006.

- Distinción Profesor Honorario, Universidad Privada del Norte de Lima, 7 de junio de 2004.

- Honoris Causa de la Universidad Privada de San Pedro de Trujillo, 22 de agosto de 2002.

- Distinción Profesor Honorario de la Facultad de Derecho y Ciencias Políticas de la Universidad Inca Garcilaso de la Vega, 28 de noviembre de 2001.

- Honor al Mérito en la Universidad Nacional Mayor de San Marcos, 27 de noviembre de 2001.

- Profesor honorario de la Universidad Católica de Santa María, Arequipa, 16 de noviembre de 2000.
- Premio a la Libertad de Expresión nacional, otorgado por la Editorial Perfil, Buenos Aires, 22 de octubre de 2014.

- Premio de la Academia Nacional de Derecho y Ciencias Sociales de Buenos Aires por la obra “Las normas fundamentales de Derecho Privado”,  junio de 1996.

- Premio “Academia Nacional de Derecho y Ciencias Sociales de Córdoba” en Derecho Civil, 1993.

- Distinción “Mérito Académico”, Universidad Nacional Autónoma de México, octubre de 2004.

- Ha desempeñado una intensa actividad académica en posgrados. En la Universidad de Buenos Aires dirige la carrera de Derecho Ambiental, la Carrera de Especialización en Derecho de Daños, y el Programa de “Contratos de Empresa”. Con anterioridad a su ingreso a la Corte Suprema, ha dictado cursos de posgrado en las Universidades de Palermo (Buenos Aires), Austral (Buenos Aires), Católica (Buenos Aires), de Ciencias Sociales y Empresariales (Buenos Aires), de la Universidad Nacional del Litoral (Santa Fe), de la Universidad Católica (Rosario), de la Universidad de Tucumán, de la Universidad de Mendoza.

- En Brasil ha dictado conferencias en las Universidades de San Pablo, Porto Alegre, Curitiba, Belo Horizonte, Río de Janeiro; ha participado en eventos en casi todos los estados de Brasil y se han traducido al portugués y publicado seis libros en la editora Revista dos tribunais, algunos de los cuales llevan segunda edición.

- En Chile ha dictado conferencias en la Universidad de Chile, Católica, de Valparaíso, de los Andes, y ha sido profesor permanente en la Maestría de Derecho Privado, Universidad Católica de Valparaíso.

- En México ha dictado conferencias en la Universidad Autónoma, en el Colegio Nacional y el Mexican Centre of Uniform Law y ha publicado dos libros.

- En Uruguay ha dictado numerosas conferencias y es Profesor emérito, de la Universidad de la República y publicado un libro.

- Ha dictado conferencias en varias universidades europeas, como Salamanca, Instituto Europeo de Florencia, Tor Vergata de Roma.

- En Perú es miembro de la Academia Peruana de Derecho, recientemente se ha hecho un congreso en su homenaje, ha publicado varios libros y ha recibido numerosas distinciones.
- Miembro del Comité Ejecutivo del Instituto Judicial Global del Ambiente

## Libros
Sus principales publicaciones son:
- “Teoría del Derecho ambiental”, en coautoría con Pablo Lorenzetti, Colombia, 2019.
- “Principios e instituciones de Derecho ambiental”, en coautoría con Pablo Lorenzetti, Madrid, Wolters Kluwer España S.A., 2019.
- "Derecho Ambiental”, en coautoría con Pablo Lorenzetti, Santa Fe, Editorial Rubinzal-Culzoni Editores, 2018.
- “Tratado de los Contratos – Parte General” Tercera edición ampliada y actualizada con el Código Civil y Comercial de la Nación, Santa Fe, Rubinzal-Culzoni Editores, 2018.

- “Justicia Colectiva: Segunda Edición ampliada y actualizada” Buenos Aires, Editorial Rubinzal Culzoni Editores. 2017

- “Responsabilidad Civil de los médicos" Segunda Edición ampliada y actualizada", Santa Fe, Rubinzal Culzoni, 2016

- “Fundamentos de derecho privado: Código Civil y Comercial de la Nación Argentina", Montevideo, Thomson Reuters La Ley, 2016.
- “Fundamentos de derecho privado: Código Civil y Comercial de la Nación Argentina”, Buenos Aires, Thomson Reuters La Ley, 2016.
- “El Arte de hacer justicia". España. Aranzadi. 2015
- A Arte da Justiça, 1ª Edição, Editora Revista dos Tribunais, Brasil, 2015.
- "Código	Civil y Comercial de la Nación Comentado”, Buenos	Aires, Rubinzal y Culzoni Editores, 2014.
- "El arte de hacer justicia", Buenos Aires, Editorial Sudamericana, 2014.[24]

- "Colección Máximos Precedentes - Corte Suprema de Justicia de la Nación, Responsabilidad Civil", Director: Ricardo L. Lorenzetti, Buenos Aires, Editorial La Ley, 2013.[25]

- "Conflictos colectivos capítulo en el libro de autoría conjunta: El Derecho en movimiento", Buenos Aires, Rubinzal y Culzoni Editores, 2012[26]

- "La empresa médica", 2° edición ampliada y actualizada, Buenos Aires, Rubinzal y Culzoni Editores, 2011.[27]

- "Derechos humanos: justicia y reparación", en coautoría con el Dr. Alfredo Jorge Kraut, Buenos Aires, Ed. Sudamericana, 2011.[28]

- "Justicia Colectiva", Buenos Aires, Rubinzal, 2010.[29]

- "Consumidores" 2° edición actualizada, Buenos Aires, Editorial Rubinzal y Culzoni, 2009.[30]

- "Teoría del Derecho Ambiental", Buenos Aires, La Ley, 2008, publicado en Brasil, México y España.[31]

- "Teoría de la decisión judicial - Fundamentos de derecho", Buenos Aires, Rubinzal, 2005. Publicado en Brasil, Perú, México y prensa en Colombia[32]

- "Contratos de servicios a los consumidores", Editorial Rubinzal y Culzoni, 2005, en coautoría con Claudia Lima Marques.

- "Tratado de los contratos - Parte general", Editorial Rubinzal y Culzoni, 2004, 2° Edic. en prensa

- "Tratado de los contratos - Parte especial", Editorial Rubinzal y Culzoni, 2000.

- "La emergencia económica y los contratos", Editorial Rubinzal y Culzoni, 2002.[33]

- "Las normas fundamentales de derecho privado", Rubinzal. Publicado en Brasil y Perú.

- "Comercio electrónico", Buenos Aires, Abeledo Perrot, 2001. Publicado en Brasil.[34]

- "La empresa médica", Santa Fe, Editorial Rubinzal y Culzoni, 1998.[35]

- "Responsabilidad civil del médico", Santa Fe, Editorial Rubinzal-Culzoni, 1997, Tomo I y II.[36]

- "La responsabilidad profesional" - Comentario a los proyectos de reforma del Código Civil-, Buenos Aires, Editorial Abeledo Perrot, 1994,316 p.

- "Responsabilidad por daños derivados de los accidentes de trabajo", Buenos Aires, Editorial Abeledo Perrot, 1993, 334p.[37]

- "Defensa del consumidor" -Ley 24.240-, Santa Fe, Editorial Rubinzal y Culzoni, 1993, 535 p. En colaboración con Jorge Mosset Iturraspe.

- "Contratos médicos", Buenos Aires, Editorial Larroca, 1991, 407 p. En colaboración con Jorge Mosset Iturraspe. 355 p.[38]

- "Convenciones colectivas de trabajo", Santa Fe, Editorial Rubinzal y Culzoni, 1988, 270 p.[39]

- "Responsabilidad civil del médico", Santa Fe, Editorial Rubinzal y Culzoni, 1986, 357 p. Prólogo de Jorge Mosset Iturraspe.

Es autor de más de 300 artículos de doctrina publicados por las editoriales más importantes del país y del extranjero. 
Ha dictado más de 1000 conferencias en Argentina y el exterior.

## Su obra en la Corte Suprema de Justicia de la Nación

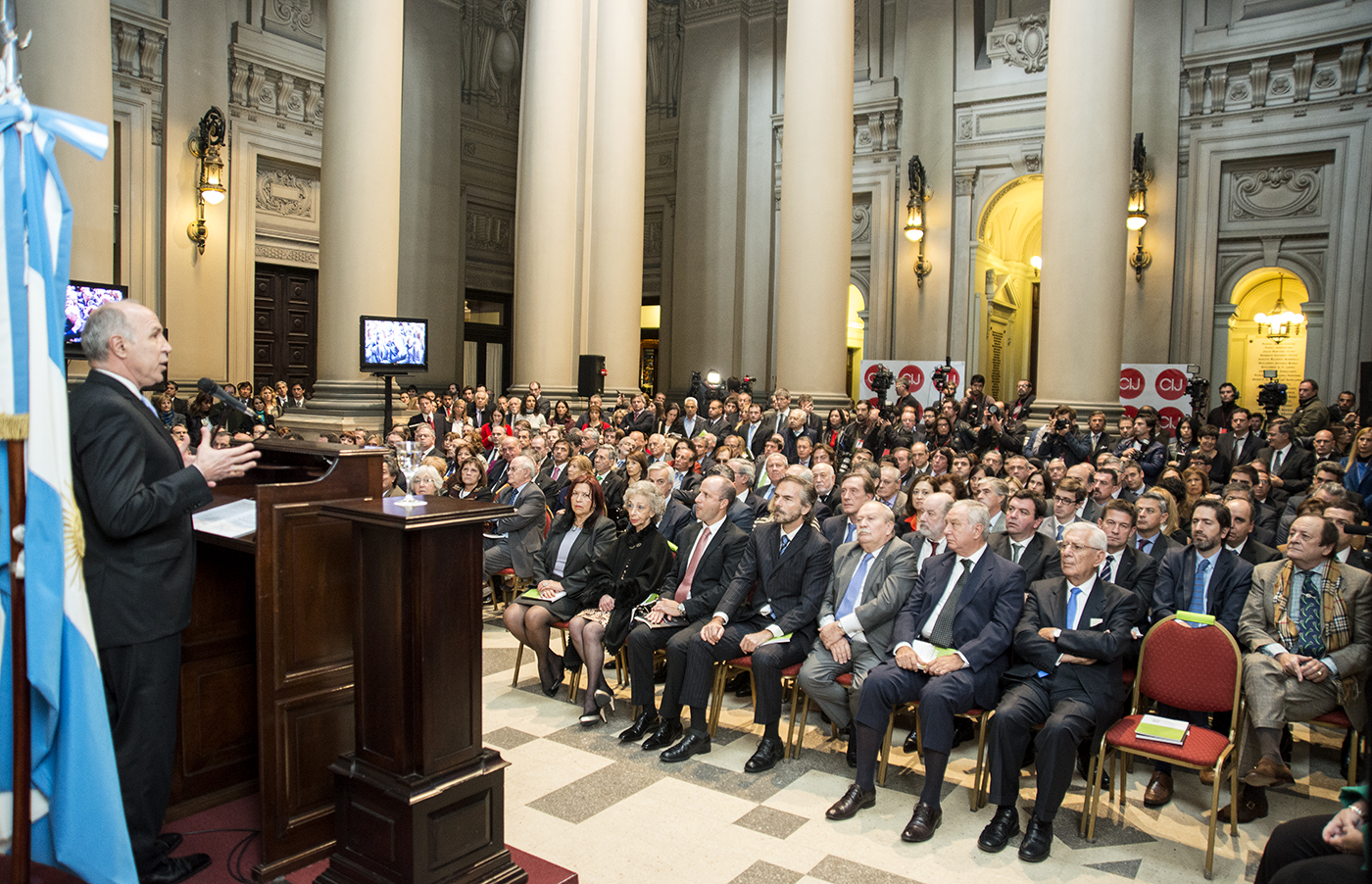
Lorenzetti encabeza acto en la Corte por el Día Mundial del Ambiente.

- Estableció criterios para concentrar las causas de la Corte en temas de relevancia institucional, adoptando por primera vez en la historia el sistema de audiencias públicas.

- Organizó la Conferencia Nacional de Jueces que reúne a la Corte Suprema de Justicia de la Nación, las Cortes Provinciales, y los jueces federales, nacionales y provinciales de todo el país, con el propósito de establecer políticas de estado en función del consenso.

- Estableció un régimen de apertura de la Corte hacia la prensa, haciendo convenios con Adepa, con Fopea,[40] y promoviendo reuniones permanentes con todos los medios periodísticos para mejorar la transparencia y la comunicación. Así, en el año 2008, puso en marcha el Centro de Información Judicial, la agencia de noticias del Poder Judicial, para permitir que la comunidad pueda acceder a información judicial de manera más clara y sencilla.

- Por primera vez se aprobaron políticas de estado para el poder judicial con planificación de diez años.

- Constituyó la Comisión Nacional de Gestión,[41] liderada por la Corte e integrada con jueces, para promover la adopción de criterios de gestión de calidad en el poder judicial. Con tales fines se firmaron convenios para hacer pagos electrónicos con el Banco de la ciudad, y se avanza en el mismo sentido con el Banco de la Nación. Formó una comisión especial con el fuero de la seguridad social y el Anses para informatizar y agilizar los juicios de los jubilados.[42]

- Creó la Comisión de Acceso a la Justicia,[43] integrada por jueces, para agilizar la solución de conflictos por medios no judiciales. En este sentido se abrió la oficina de violencia doméstica.

- Promovió la apertura internacional de la Corte Suprema estableciendo relaciones con las Cortes del Mercosur y con las Cortes de USA y de Rusia.

- Estableció la inauguración del año judicial en el año 2008 y 2009, a fin de anunciar las políticas de estado que se desarrollarán durante cada año.[cita requerida]

- Se reorganizó con criterios de transparencia y control de auditoría la administración de la Corte, la obra social, y el cuerpo médico forense.[cita requerida]
- Promovió la apertura internacional de la Corte Suprema estableciendo relaciones con sus homólogos en Cortes de todo el mundo, entre ellas las Cortes de países del G20, de la Región Iberoamericana, de las Américas (OEA) y el Mercosur, asimismo con Tribunales Internacionales (Corte Internacional de Justicia, Tribunal de Justicia de la Unión Europea, Corte Europea de Derechos Humanos, Corte Interamericana de Derechos Humanos, Tribunal Andino, Corte de Justicia del Caribe, Tribunal Africano de los Derechos del Hombre y de los Pueblos, etc.)

Así mismo, la Cámara de Diputados recibió más de 200 denuncias contra el presidente de la Corte Suprema, Ricardo Lorenzetti, por avalar la designación de dos jueces vía decreto Pablo Llonto, quien realizó la primera solicitud, afirmó que la solicitud debería haber sido rechazada in límine, y mencionó dos fallos que se pronuncian en contra de la designación: «Uriarte, Rodolfo Marcelo y otros s/ Consejo de la magistratura de la Nación», en el que invalida la designación de subrogantes incluso con acuerdo del Consejo de la Magistratura y los poderes ejecutivo y legistaltivo; y «Aparicio, Ana Beatriz y otros/ contra el Consejo de la Magistratura» que rechaza conjueces.
Por otra parte, la diputada aliada Elisa Carrió afirmó que presentará un proyecto de ley para impedir que cualquier juez cuya designación requiera aprobación del Senado, pueda serlo "en comisión" tal como intentó hacerse con este decreto.
Todos los pedidos de juicio político presentados contra Ricardo Lorenzetti no fueron tratados por el Congreso de la Nación. Y todas las denuncias realizadas por la diputada Elisa Carrió fueron desestimadas por la Justicia. Esas denuncias no fueron respaldadas por el Gobierno de turno ni por la oposición